# Franz Xaver Kroetz
Franz Xaver Kroetz (Monaco di Baviera, 25 febbraio 1946) è un drammaturgo, scrittore, attore e regista tedesco.

## Opere teatrali
- Der Drang
- Heimarbeit, 1971
- Hartnäckig, 1971
- Wildwechsel, 1971
- Lieber Fritz, 1972
- Männersache, 1972
- Stallerhof, 1972
- Oberösterreich, 1972
- Globales Interesse, 1972
- Maria Magdalena, 1972
- Münchner Kindl, 1973
- Geisterbahn, 1975
- Das Nest, 1975
- Agnes Bernauer, 1977
- Mensch Meier, 1978
- Der stramme Max, 1980
- Nicht Fisch nicht Fleisch, 1981
- Morte nella notte di Natale, 1984